# August Bruhn
Otto August Bruhn (i riksdagen kallad Bruhn i Skepparslöv), född 21 juli 1872 i Trelleborg, Malmöhus län, död 31 december 1941 i Skepparslövs församling, Kristianstads län, var en svensk präst och politiker (liberal).
August Bruhn, som var son till en handelsman, var lärare vid folkhögskolan Hvilan 1894-1910 och därefter vid Kristianstads högre allmänna läroverk 1912-1928 med undantag för 1921. Han var kyrkoherde i Skepparslöv från 1911.
Han var riksdagsledamot i första kammaren under 1921 för Kristianstads läns valkrets och tillhörde, såsom representant för frisinnade landsföreningen, liberala samlingspartiet i riksdagen. Som politiker var han bland annat engagerad i rösträttsfrågan och publicerade skrifter till stöd för kvinnors rösträtt. Han ingick i frisinnade landsföreningens verkställande utskott 1923-1935.
Bruhn blev ordförande för Skånekretsen av Sveriges religiösa reformförbund 1935 och andre vice ordförande i samma förbund 1938. Han publicerade Är bibeln Guds ord eller innehåller bibeln Guds ord? (1911), Varför böra männen arbeta för kvinnans politiska rösträtt? (1917) och Är tiden mogen för en reformation av kyrkan? (1937).